# Eugen Langen

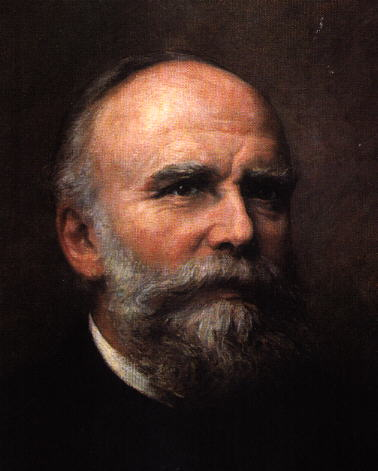
Eugen Langen

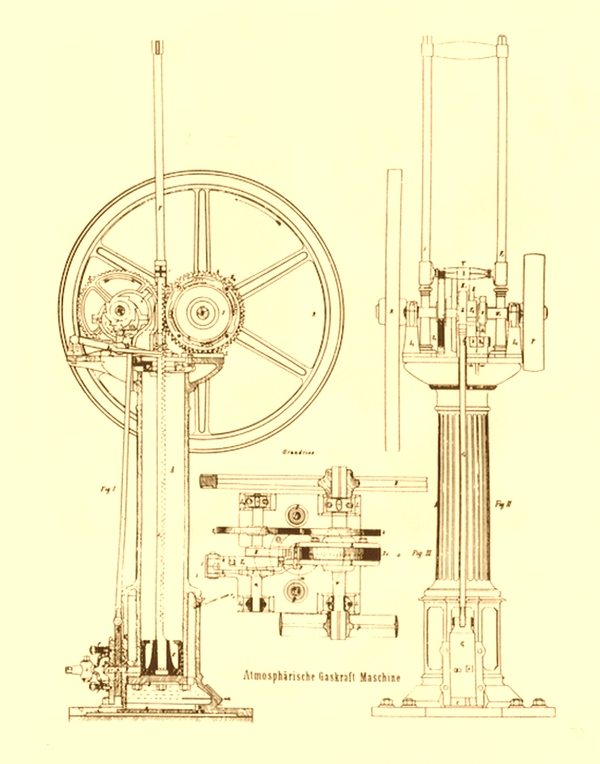
Bild av Eugen Langens och Nikolaus Ottos patentansökan om explosionsmotor, 1867

Carl Eugen Langen, född 9 oktober 1833 i Köln, död 2 oktober 1895 i Elsdorf, var en tysk företagare, ingenjör och uppfinnare. Han gjorde stora insatser i utvecklingen av Ottomotorn och Wuppertals hängbana.

## Biografi
Deutz AG är en av världens äldsta motortillverkare och grundades 1864 av motorpionjären Nikolaus Otto och Eugen Langen som N. A. Otto & Cie. Tillsammans med Eugen Langen tillverkade Otto från maj 1867 en motor med en verkningsgrad på 11 %, vilket var ett steg framåt i motorutvecklingen. Wuppertals hängbanas driftsystem heter officielltEinschienige Hängebahn System Eugen Langen.
Langen gjorde sig ett namn genom sina uppfinningar och fick smeknamnet "Patent-Langen".